# Rafał Skąpski
Rafał Grzegorz Skąpski (ur. 20 marca 1951 we Wrocławiu) – polski prawnik, wydawca, w latach 2001–2004 wiceminister kultury, w latach 2005–2015 dyrektor (od 2012 likwidator) Państwowego Instytutu Wydawniczego (PIW), od 2005 prezes Polskiego Towarzystwa Wydawców Książek.

## Życiorys
Ukończył XI Liceum Ogólnokształcące im. Marii Dąbrowskiej w Krakowie. W latach 1968–1974 studiował prawo na Uniwersytecie Warszawskim, po jego ukończeniu rozpoczął pracę jako kierownik oddziału warszawskiego Biura Podróży „Almatur”. W okresie 1978–1982 zajmował stanowisko naczelnika wydziału w centrali Zakładu Ubezpieczeń Społecznych. Od 1983 pracował w Narodowej Radzie Kultury, a od 1986 był jej członkiem i sekretarzem generalnym.
Od 1990 pracował w wydawnictwach prywatnych. W 1996 z żoną Amelią założył Dom Wydawniczy ARS, zajmujący się także dystrybucją książek. W latach 1998–2001 był członkiem zarządu Polskiego Radia, następnie do 2004 zajmował stanowisko podsekretarza stanu w Ministerstwie Kultury w rządzie Leszka Millera. Bez powodzenia kandydował do Sejmu w 2007 z listy Lewicy i Demokratów oraz w 2015 z listy Zjednoczonej Lewicy. Potem przystąpił do Sojuszu Lewicy Demokratycznej, z ramienia SLD Lewica Razem w 2018 kandydował na prezydenta Nowego Sącza, zajmując ostatnie, 7. miejsce.
W okresie 2004–2006 współprowadził z Tadeuszem Górnym comiesięczną audycję w programie Pierwszym Polskiego Radia poświęconą książkom. W 2005 został dyrektorem Państwowego Instytutu Wydawniczego, w 2012 został likwidatorem tego wydawnictwa. Odwołany z tej funkcji w lipcu 2015. Od 2016 zamieszkały w Jazowsku, gdzie wspólnie z żoną podjął działalność społeczną.
W 1998 objął funkcję prezesa zarządu Fundacji Kultury Polskiej, a w 2005 również prezesa Polskiego Towarzystwa Wydawców Książek. Od 2005 był przez dwie kadencje wiceprezesem Klubu Przyjaciół Ziemi Sądeckiej. W 2009 dołączył do zarządu Społecznego Komitetu Opieki nad Starymi Powązkami im. Jerzego Waldorffa. Członek Stowarzyszenia Autorów ZAiKS. Był inicjatorem reaktywowania Nagrody Literackiej m.st. Warszawy, wszedł w skład jury tej nagrody.
Autor publikacji poświęconych m.in. kulturze, historii i genealogii. Jego teksty ukazywały się m.in. na łamach „Twórczości”, „Zdania”, „Stolicy”, „Gazety Stołecznej”, „Przeglądu”, „Trybuny”, „Sądeczanina”, „Wyspy” oraz „Miesięcznika”. W 2019 opracował i opublikował w „Czytelniku” wspomnienia Zofii z Odrowąż-Pieniążków Skąpskiej zatytułowane Dziwne jest serce kobiece… Wspomnienia galicyjskie. Książka została ogłoszona przez redakcję miesięcznika „Magazyn Literacki Książki” wydarzeniem edytorskim roku, była też nominowana do Nagrody Historycznej „Polityki” w 2020. Wraz z Tomaszem Lerskim dokonał adaptacji radiowej tych wspomnień dla Teatru Polskiego Radia. Wystąpił gościnnie w serialach Ekipa (2007) i Plebania (2009)

## Odznaczenia i wyróżnienia
- Krzyż Komandorski Orderu Odrodzenia Polski (2011)[8]
- Krzyż Oficerski Orderu Odrodzenia Polski (1997)[9]
- Złoty Medal „Zasłużony Kulturze Gloria Artis” (2025)[10][11]
- Srebrny Medal „Zasłużony Kulturze Gloria Artis” (2009)[10][12]
- Odznaka honorowa „Zasłużony dla Kultury Polskiej”
- Odznaka „Zasłużony dla Warszawy”
- Krzyż Komandorski Orderu „Za Zasługi dla Litwy” (Litwa)
- Oficer Orderu Sztuki i Literatury (Francja)[13]
- Medal 300-lecia Sankt Petersburga (Rosja)
- Nagroda im. Andrzeja „Wuja” Potoka (2006)
- Nagroda im. Jarosława Iwaszkiewicza (2007)
- Nagroda im. Witolda Hulewicza (2009)
- Nagroda im. Władysława Orkana (2009)
- Nagroda Specjalna ZAiKS-u (2019)[14]
- Tytuł członka honorowego Robotniczych Stowarzyszeń Twórców Kultury (1989)[15]